# Leshansaure
El leshanosaure (Leshansaurus) és un gènere de dinosaure teròpode sinraptòrid que visqué a mitjan període Juràssic, fa aproximadament 165 milions d'anys en el Batonià en el que és avui Àsia,. Va ser descrit en 2009 per un equip de paleontòlegs xinesos. L'espècie tipus és L. qianweiensis. Les restes de leshanosaure foren descobertes en les roques de la Formació Shangshaximiao, a la província xinesa de Sichuan, una zona molt rica en fòssils de dinosaures. La seva validesa taxonòmica és dubtosa. Probablement representa una forma juvenil de Yangchuanosaurus shangyuensis o pertany a Afrovenator.